# Comuna Rozî Liuksemburh, Șîroke
Rozî Liuksemburh (în ucraineană Рози Люксембург) este o comună în raionul Șîroke, regiunea Dnipropetrovsk, Ucraina, formată din satele Kalînivka, Krasnîi Pid, Mîroliubivka, Rozî Liuksemburh (reședința), Svîstunove și Trudoliubivka.

## Demografie
Componența lingvistică a satului Rozî Liuksemburh
     Ucraineană (88,57%)
     Rusă (8,58%)
     Belarusă (1,96%)
     Alte limbi (0,05%)
Conform recensământului din 2001, majoritatea populației satului Rozî Liuksemburh era vorbitoare de ucraineană (88,57%), existând în minoritate și vorbitori de rusă (8,58%) și belarusă (1,96%).